# MichiGO
"MichiGO" (hangul: 미치Go) é uma canção do cantor e rapper sul-coreano G-Dragon. Foi lançada em formato digital em 1 de abril de 2013, através do aplicativo móvel Line, e serviu como o primeiro single de seu segundo álbum de estúdio Coup d'Etat (2013). Composta e produzida por G-Dragon juntamente com Ham Seung-cheon e Kang Wook-jin, a canção se estabeleceu dentro do top 20 da parada sul-coreana Gaon Digital Chart. 

## Antecedentes, lançamento e composição
Em 15 de março de 2013, a YG Entertainment anunciou que G-Dragon iria lançar um novo single em apoio a One of a Kind World Tour, sua primeira turnê mundial, iniciada em 30 de março do mesmo ano. "MichiGO" foi lançado em formato digital exclusivamente pelo aplicativo móvel Line e disponível apenas para os países da Coreia do Sul, Japão e Tailândia. Mais tarde em 20 de abril, a canção foi lançada mundialmente, também sob o mesmo formato. 
"MichiGO" é uma canção de electro-hop, que transforma-se em um dubstep recorrente, antes da utilização do gancho que dá nome a canção. G-Dragon explicou o significado do gancho como sendo um novo termo para a palavra enlouquecer. A canção foi elogiada por Jeff Benjamin da Billboard, que descreveu-a como uma amostra da entrega carismática de G-Dragon.

## Vídeo musical
O vídeo musical de "MichiGO" foi dirigido por Seo Hyun-seung e lançado na mesma data do lançamento mundial da canção. A produção inicia-se com G-Dragon entrando em um vagão de metrô, a partir de então, ele é apresentado sob diversos outros figurinos e penteados. O vídeo musical contou com a participação de seu companheiro de Big Bang, Taeyang, além do cantor Seven e do produtor musical Teddy Park. Descrito como um vídeo altamente divertido, ele foi escolhido pelo portal de entretenimento BuzzFeed, como um dos 24 vídeos musicais mais brilhantes de 2013, que considerou que G-Dragon é conhecido "por fazer os vídeos mais extravagantes e esquisitos do K-pop, e este vídeo deliciosamente estranho é o melhor de todos".

## Desempenho nas paradas musicais
"MichiGO" realizou sua estreia na parada Gaon, após o lançamento digital do álbum Coup d'Etat em 5 de setembro de 2013. A canção se estabeleceu nas posições de número 22 na Gaon Digital Chart e dezenove na Gaon Download Chart em sua primeira semana na mesma, com vendas de 87,930 mil downloads digitais pagos. Na semana seguinte, atingiu seu pico de número dezessete na Gaon Digital Chart e Gaon Download Chart com vendas de 72,036 mil downloads digitais, além de posicionar-se em número 39 na Gaon Streaming Chart obtendo mais de um milhão de transmissões. Nos Estados Unidos, "MichiGO" posicionou-se em número nove na Billboard World Digital Songs.

### Posições
| Paradas (2013)                                 | Melhor posição |
| ---------------------------------------------- | -------------- |
| Coreia do Sul (Gaon Weekly Digital Chart)      | 17             |
| Coreia do Sul (Gaon Weekly Download Chart)     | 17             |
| Coreia do Sul (Gaon Weekly Streaming Chart)    | 39             |
| Coreia do Sul (Billboard K-pop Hot 100)        | 17             |
| Estados Unidos (Billboard World Digital Songs) | 9              |

## Histórico de lançamento
| Região        | Data                   | Formato                   | Gravadora        |
| ------------- | ---------------------- | ------------------------- | ---------------- |
| Coreia do Sul | 1 de abril de 2013     | Download digital limitado | YG Entertainment |
| Japão         | 1 de abril de 2013     | Download digital limitado | YG Entertainment |
| Tailândia     | 1 de abril de 2013     | Download digital limitado | YG Entertainment |
| Mundo         | 20 de abril de 2013    | download digital          | YG Entertainment |
| Mundo         | 13 de setembro de 2013 | CD download digital       | YG Entertainment |